# Deltochilum icaroides
Deltochilum icaroides là một loài bọ cánh cứng trong họ Bọ hung (Scarabaeidae).